# Dúo Coplanacu
Dúo Coplanacu es un grupo folclórico compuesto por Roberto Cantos y Julio Paz, formado en 1985 en Córdoba (Argentina), aunque ambos son oriundos de Santiago del Estero. Referente de las Peñas Universitarias siendo epicentro la provincia de Córdoba, Santiago del Estero, Tucumán y Buenos Aires. Realizaron la Peña de mayor importancia y convocatoria durante el Festival Nacional de Cosquín en sus diferentes ediciones. La cual brindo un espacio para la actuación a diferentes referentes del género Suna Rocha, Pedro Aznar, Luis Salinas, nuevos consagrados Emiliano Zerbini, Bruno Arias, Raly Barrionuevo
Son representantes del folklore argentino tradicional: presentaban un bombo tocado por Julio y una guitarra por Roberto. A principios de los '90, Andrea Leguizamón (cordobesa), quien estudiaba violín en el conservatorio, se incorpora al Dúo Coplanacu.

## Origen del nombre
“Coplanacu es una palabra compuesta o mestiza, que toma del castellano el término copla como célula de nuestro cancionero y del quichua, el sufijo nacu que da idea de reciprocidad, encuentro, comunicación. El sentido de llamarnos Coplanacu es que la copla es verdadera cuando es popular y es popular cuando nace de la gente hacia los cantores y los cantores la devuelven cantando a su pueblo”. “La música es nuestra forma de andar el camino”, dicen ellos, cuya carrera artística tiene la autogestión como característica notable dentro de lo que es la Producción musical hoy en día

## Actividades más importantes
En 1987 participan en el Congreso Mundial de Juventudes Musicales, realizado en Córdoba (Argentina).
A finales de los '80 forman parte del movimiento Alternativa Musical Argentina realizando giras por todo el país con músicos como Miguel A. Estrella, Lito Vitale, León Gieco, Juan Falú, entre otros. 
En 1995 participan en el VI Festival Internacional del Folclore Universitario realizado en México.
En 1998 participan en los festejos por el Aniversario de la Fundación en la Ciudad de La Paz (Bolivia). 
En 1999 reciben el premio de folclore de la Unesco por el disco “Desde Adentro”. 
En 2000 ganan el Premio Consagración en el Festival Nacional de Folclore de Cosquín.
En 2005 la Fundación Konex le otorgó el Premio Konex de Platino como el mejor grupo de folklore de la década en la Argentina.
En 2009 ganan el Premio Gardel a la Música por Mejor Álbum Grupo de Folklore por el disco Taquetuyoj.
También el Dúo Coplanacu ha sido ternado para el Premio Gardel de la Música en las ediciones 2000, 2001 y 2002.

## Discografía

### Dúo Coplanacu (1991)
1. Salavina (Mario Arnedo Gallo)
2. La oncena (Juan Goñi "Quiroga"; Eduardo Lagos )
3. Vidala del monte (Roberto Cantos )
4. Amor en las trincheras (Agustín Carabajal; Carlos Carabajal; Vicente Castiñeira)
5. La llamadora (Félix Dardo Palorma)
6. Algarrobo algarrobal (Juan Mamerto Ponferrada; Lía Cimaglia Espinosa)
7. Santiago chango moreno (Pablo Raúl Trullenque; Cuti Carabajal)
8. Luna Tucumana y Luna Santiagueña (Atahualpa Yupanqui / Manuel A. Jugo)
9. Pájaro lluvia (Roberto Cantos)
10. La cruzadita (Pepe Núñez)
11. Pa' no esconderme (Roberto Cantos)
12. Romance para mis tardes amarillas (Dalmiro Lugones; Peteco Carabajal)

### Retiro al norte (1995)
1. La Añoradora
2. Rubia Moreno
3. La Olvidada
4. Canción de fuego
5. La Chinmpa Machu
6. Río, dulce río
7. Zamba como la de antes
8. Retiro al norte
9. Escondido de la Alabanza
10. Canción del Mate Cosido
11. Coplas populares
12. Flor de Lino
13. Corría, corría, corría
14. Canción de lejos

### Paisaje (1997)
1. Agitando pañuelos ( Zamba) Hnos. Ábalos
2. Huaico Hondo (Escondido) Raul Contreras/ Pedro Contreras
3. Pa’ repartir lo vivido (Chacarera) Roberto Cantos
4. Tonada para Remedios o Fiesta de Reyes (Tonada de Tupiza-Bolivia) W. Alfaro
5. La amorosa ( Zamba) O. Valles/Hnos.Díaz
6. Achalay Tierra mojada (Chacarera) C. Juárez
7. Peregrinos ( Canción) Roberto Cantos
8. La algarrobera (Zamba) Jugo/ Corbalán
9. El escondido (Escondido) Andrés Chazarreta
10. Cachi Mayu (Chacarera) Hnos. Ábalos
11. Mientras bailas (Zamba) Roberto Cantos
12. Alma challuera (Chacarera) C.Juárez/ C.Carabajal
13. El quenero (Huayno) Jacinto Piedra
14. La humilde (Chacarera)

### Desde Adentro (1999)
1. La Flor Azul
2. La Sanlorenceña
3. Pa Los Changos
4. La Tempranera
5. La Yacu Chiri
6. Lucero con Paloma
7. El 180 (junto a Sixto Palavecino)
8. Adiós Túcuman
9. Camino a Telares
10. De Noche (junto a Mercedes Sosa)
11. Casamiento de Negros
12. Corazón Santiagueño
13. A Villa Guillermina
14. La Despedida

### El Encuentro (2000) - Grabado en vivo
1. La Olvidada
2. La Resentida
3. Chacarera de las Piedras
4. Mientras Bailas
5. El Escondido
6. Tonada para Remedios
7. Escondido de la Alabanza
8. Alma Chayuera
9. Peregrinos
10. Zamba del carnaval
11. Casamiento de Negros
12. Camino a Telares
13. Rubia Moreno
14. Los Árboles Cantores
15. Corazón de Lechiguana

### Guitarrero (2002)
1. Guitarrero
2. La Parecida
3. Que Siga el Baile
4. Criollita Santiagueña
5. La Penadora
6. Yo Vengo a Ofrecer mi Corazón
7. Pampa del Chañar
8. La Mishki Mora
9. Los Ejes de mi Carreta
10. La Ronquera
11. De Simóca
12. Te Voy a Contar un Sueño
13. El Cigarrito
14. La Chaquipura
15. Nostalgias Santiagueñas

### La Cantada (2004)
1. Agitando pañuelos
2. La olvidada
3. Alma challuera
4. Luna tucumana
5. Luna santiagueña
6. La Yacu Chiri
7. Los ejes de mi carreta
8. El 180
9. Retiro al norte
10. Chacarera de las piedras
11. Casamiento de negros
12. De noche
13. Te voy a contar un sueño
14. Rubia Moreno
15. Tonada para Remedios
16. El escondido
17. Salavina
18. La flor azul
19. Mientras bailas
20. Escondido de la alabanza
21. Peregrinos
22. Algarrobo, algarrobal

### Corazón Sin Tiempo (2005)

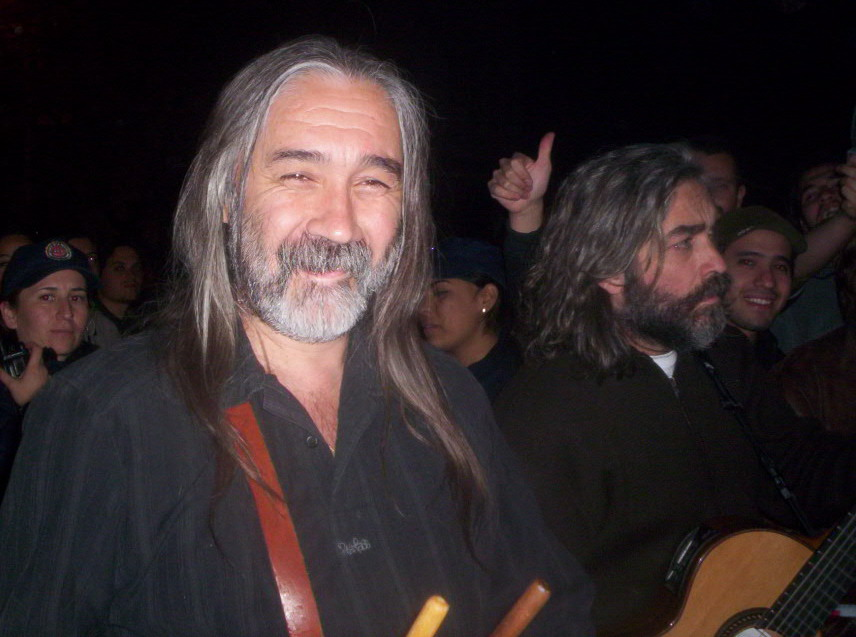
Dúo Coplanacu en 2006

1. Dúo Coplanacu en 2006Inti sumaj
2. De mi pagos
3. La atamisqueña
4. Corazón sin tiempo
5. El ripiero
6. Pozo del deseo
7. La ñaupa ñaupa
8. Viditai
9. La labanza
10. Zamba del romero
11. Pancho raco
12. Canción del jangadero
13. Negra de mi vida
14. Tonada de una luna llena

### Taquetúyoj (2008)
1. Desmonte (Roberto Cantos)
2. La Causaleña (Leocadio Torres/Onofre Paz)
3. Velay no se (Abel Mónico Saravia)
4. Don Fermín (Hermanos Díaz)
5. Taquetuyoj (Roberto Cantos)
6. A Don Ponciano Luna (Peteco y Carlos Carabajal)
7. Volver a los 17 (Violeta Parra)
8. Mirando Lejos (Roberto Cantos)
9. Si yo fuera río (Marcelo Ferreira/Carlos Leguizamón)
10. Zamba de los mineros (Jaime Dávalos/Cuchi Leguizamón)
11. Donde alguien me espera (Horacio Banegas)
12. Yo soy de aquí (Roberto Cantos)
13. Escondido de los bombos (Juan C.Carabajal/Hnos. Simón)
14. Zamba alegre (Andrés Chazarreta/Oscar Mazzanti)

### El Camino (2010)
Edición Triple por los 25 años del dúo. Incluye CD invitados, CD en vivo y DVD en vivo.
El Camino (2010) Cd En Vivo
1. Como flor del campo
2. Por la costa del Salado
3. Coplitas para mi aguatera
4. La raqueña
5. La mandinga
6. La vida mia
7. Igual que pájaro herido
8. Querencia de mi sentir
9. Aunque te escondas
10. Añoranzas
11. Mensajes pa’l corazón
12. La juguetona

El Camino (2010) Cd Músicos Invitados 
1. Agitando pañuelos
2. Escondido de la alabanza
3. Canción de guego
4. Casamiento de negros
5. Rubia moreno
6. La cruzadita
7. Retiro al norte
8. El escondido
9. Mientras bailas
10. La chimpa machu
11. Vidala sin monte
12. Alma challuera
13. Las dos lunas tristecitas
14. La yacu chiri
15. La llamadora
16. Tonada para Remedios
17. Salavina
18. Peregrinos

### Mayu Maman (2015)
1. La Ian Arcaj
2. Mayu Maman
3. Bienhaiga Con el Mocito
4. Nieto
5. Pelusitas de Totora
6. Mi Banadeña
7. Hilando Sueños
8. Menos la Luna (Canción de Cuna para Julia)
9. Buscándola Estoy
10. Padrenuestro
11. Chacarera del Patio
12. Flor del Olvido
13. La Pedro Caceres
14. Tu Ausencia
15. La Santiagueña
16. La Queñalita

### Los Copla (2019)
1. De la Banda a Santiago
2. El Tenido
3. Piedra
4. La Algarrobera
5. La Quisquillosa
6. La Catamarqueña
7. Madrecita de Huachana
8. Pachamama
9. Sacha Puma
10. Lucero Cantor
11. En Cada Primavera
12. Que Mala Suerte Tengo
13. De los Montes de m Mi Vida